# Synageles repudiatus
Synageles repudiatus là một loài nhện trong họ Salticidae.
Loài này thuộc chi Synageles. Synageles repudiatus được Octavius Pickard-Cambridge miêu tả năm 1876.